# Савойський дім

Великий герб Італійського королівства з гербом Савойського дому — білим хрестом на червоному щиті.

Саво́йський дім (італ. Casa Savoia), або Саво́йська дина́стія — італійський рід німецького (саксонського) походження. Правив Савойським графством у 1003—1416 роках, Савойським герцогством у 1416—1792 і 1814—1847 роках, Сардинським королівством у 1720—1861 роках та Італійським королівством в 1861—1946 роках. У різний час влада дому поширювалася і на інші землі, включаючи Ваадт і Ніццу. За Еммануїла Філіберто наприкінці XVI століття столицею Савойських володінь стало місто Турин.

## Гілки династії
- П'ємонтська. Родоначальник — Томас III (1199—1259), князь П'ємонту з 1259 року. Згасла в 1418 році.
- Во. Родоначальник — Людовик I (1250—1302), згасла в 1350 році.
- Немурська. Родоначальник — Філіп (1490—1533), герцог де Немур. Згасла в 1659 році.
- Кариньянська. Родоначальник — Томас (1595—1656), князь Кариньяну. Існує в цей час. Від неї відділилися:
  - Аостська (існує нині),
  - Генуезька (згасла в чоловічому поколінні у 1996 році),
  - Суасонська (згасла в 1734 році).

## Представники
- Амадей III — граф Савойський (1103—1148).
- Матильда Савойська (1125—1157/1158) — королева Португалії; донька Амадея II, графа Савойського; дружина Афонсу І, короля Португалії.
- Карло III (герцог Савойський)

## Родинні зв'язки
- Португальський Бургундський дім / Авіська династія
  1. Афонсу І (1109—1185), граф (1112—1139) і король Португалії (1139—1185) ∞ Матильда (1125—1158), донька савойського графа Амадея III
  2. Беатриса (1504—1538) ∞ Карло III, герцог Савойський

## Герби

Графський (до 1180)
Графський (після 1180) і герцогський
Еммануїл-Філберт (1563)
Віктор-Амадей I (1630)
Віктор-Амадей II (1730)
Віктор-Еммануїл I (1815)
Малий герб Італії (1890-1946)
Великий герб Італії (1890-1946)
Принц П'ємонтський
Герцог Генуезький
Герцог Аостійський